# Crêt de la Neige
La Crêt de la Neige (in italiano: Cresta della Neve) è una montagna della Francia situata nel dipartimento dell'Ain. Con i suoi 1.720 metri s.l.m. è la cima più alta del Massiccio del Giura. Dalla vetta si può godere di un ampio panorama delle Alpi (il Monte Bianco è riconoscibilissimo), perfetta la visibilità anche sul Lago Lemano.